# مايكل وينر
مايكل وينر (بالإنجليزية: Michael Winner) هو صحفي وناقد الطعام ومونتير وكاتب سيناريو وكاتب ومنتج أفلام ومخرج بريطاني، ولد في 30 أكتوبر 1935 في هامبستاد في المملكة المتحدة، وتوفي في 21 يناير 2013 في Woodland House ‏ في المملكة المتحدة بسبب مرض الكبد.

## وصلات خارجية
- مايكل وينر على موقع IMDb (الإنجليزية)
- مايكل وينر على موقع ألو سيني (الفرنسية)
- مايكل وينر على موقع تيرنر كلاسيك موفيز (الإنجليزية)
- مايكل وينر على موقع أول موفي (الإنجليزية)
- مايكل وينر على موقع قاعدة بيانات الأفلام السويدية (السويدية)
- مايكل وينر على موقع إن إن دي بي (الإنجليزية)
- مايكل وينر على موقع قاعدة بيانات الفيلم (الإنجليزية)
- مايكل وينر على موقع كينوبويسك (الروسية)